# Carver (Massachusetts)
Carver es un pueblo ubicado en el condado de Plymouth en el estado estadounidense de Massachusetts. En el Censo de 2010 tenía una población de 11.509 habitantes y una densidad poblacional de 111,83 personas por km².

## Geografía
Carver se encuentra ubicado en las coordenadas 41°52′41″N 70°44′39″O / 41.87806, -70.74417. Según la Oficina del Censo de los Estados Unidos, Carver tiene una superficie total de 102.91 km², de la cual 96.87 km² corresponden a tierra firme y (5.87%) 6.04 km² es agua.

## Demografía
Según el censo de 2010, había 11.509 personas residiendo en Carver. La densidad de población era de 111,83 hab./km². De los 11.509 habitantes, Carver estaba compuesto por el 95.59% blancos, el 1.18% eran afroamericanos, el 0.16% eran amerindios, el 0.4% eran asiáticos, el 0.01% eran isleños del Pacífico, el 0.97% eran de otras razas y el 1.69% pertenecían a dos o más razas. Del total de la población el 1.12% eran hispanos o latinos de cualquier raza.